# 矢部城
矢部城（やべじょう） または矢部氏館 （やべしやかた）は、神奈川県相模原市中央区上矢部にあった日本の城。鎌倉時代に横山党の一員であった矢部義兼が築城したとされる。

## 歴史
矢部城（矢部氏館）は武蔵七党のひとつ、横山党の矢部義兼が築いた居館とされる。矢部義兼は1213年（建暦3年）の和田合戦で戦死してしまう。享年67といわれている。現在上矢部には板碑が残っている。本来の板碑は表に梵字や仏像が刻まれているものだが、この板碑には上部に阿弥陀如来の像があり、下には左右に蓮の花がある。中央には「乾元二年八月日」と書かれている。これは1303年（乾元2年）に遺族や家臣が義兼の追悼のために建てた物だといわれている。2001年（平成13年）4月1日付で相模原市指定有形文化財に指定されている。現在、跡地には土塁が残っており、案内板が設置されている。